# Robert Hunter
Robert C. Christie Hunter, rodným jménem Robert Burns (23. června 1941 San Luis Obispo, Kalifornie – 23. září 2019 San Rafael, Kalifornie) byl americký básník, zpěvák, hudební skladatel, překladatel a kytarista, nejvíce známý jako člen rockové skupiny Grateful Dead.
Hunter se narodil poblíž San Luis Obispo v Kalifornii a ve svém dětství strávil nějaký čas v pěstounských domovech, protože jeho otec opustil rodinu a uchýlil se ke čtení a psaní. Rok navštěvoval univerzitu v Connecticutu a poté se vrátil do Palo Alto, kde se spřátelil s Jerrym Garcíou. Garcia a Hunter zahájili spolupráci, která trvala po zbytek Garcíova života.
García a další vytvořili Grateful Dead v roce 1965 a po nějaké době začali pracovat s texty, které Hunter napsal. García ho pozval, aby se připojil ke skupině jako textař, a Hunter významně přispěl k mnoha jejich albům, počínaje Aoxomoxoa v roce 1969. V průběhu let Hunter psal texty do řady podpisovaných souborů skupiny, včetně Dark Star, Ripple, Truckin, China Cat Sunflower a Terrapin Station. Hunter byl uveden do Rock and Roll síně slávy s Grateful Dead v roce 1994, a je jediný non-performer, který byl uveden jako člen skupiny. Po jeho smrti ho časopis Rolling Stone označil za „jednoho z nejambicióznějších a nejoslnivějších lyricistů rocku“.